# Sân vận động Gillette
Sân vận động Gillette (tiếng Anh: Gillette Stadium) là một sân vận động ở Đông Bắc Hoa Kỳ, nằm ở Foxborough, Massachusetts, cách 28 dặm (45 km) về phía tây nam của trung tâm thành phố Boston và 20 dặm (32 km) về phía đông bắc của trung tâm thành phố Providence, Rhode Island. Sân được khánh thành cách đây 19 năm vào năm 2002, thay thế cho Sân vận động Foxboro liền kề. Sân có sức chứa 65.878 chỗ ngồi, bao gồm 5.876 ghế câu lạc bộ và 89 phòng điều hành sang trọng.
Sân đóng vai trò là sân nhà và các văn phòng hành chính cho cả New England Patriots của National Football League (NFL) và New England Revolution của Major League Soccer (MLS). Đây cũng là sân nhà cho đội bóng bầu dục Minutemen của Đại học Massachusetts (UMass) vào năm 2012 và 2013, trong khi Sân vận động Cựu sinh viên Warren McGuirk trong khuôn viên trường đang được cải tạo. Sân tiếp tục hoạt động như một sân nhà bán thời gian cho các trận đấu của UMass có lượng khán giả cao hơn cho đến hết năm 2018.
Ban đầu, sân vận động này được gọi là CMGI Field trước khi Gillette mua quyền đặt tên sau vụ phá sản "dot-com". Mặc dù Gillette đã được Procter & Gamble (P&G) mua lại vào năm 2005, nhưng sân vận động vẫn giữ tên Gillette. Gillette và Patriots cùng công bố vào tháng 9 năm 2010 rằng quan hệ đối tác của họ, bao gồm quyền đặt tên cho sân vận động, sẽ kéo dài đến mùa giải 2031. Ngoài ra, uBid (cho đến tháng 4 năm 2003, một công ty con thuộc sở hữu hoàn toàn của CMGI) kể từ năm 2009 tiếp tục tài trợ một trong những cổng chính vào sân vận động. Sân vận động được sở hữu và điều hành bởi Kraft Sports Group, một công ty con của The Kraft Group, công ty mà doanh nhân Robert Kraft sở hữu Patriots và Revolution.
Thị trấn Foxborough đã phê duyệt kế hoạch xây dựng sân vận động vào ngày 6 tháng 12 năm 1999, và công việc xây dựng sân vận động bắt đầu vào ngày 24 tháng 3 năm 2000. Sự kiện chính thức đầu tiên là một trận đấu bóng đá của New England Revolution vào ngày 11 tháng 5 năm 2002. The Rolling Stones đã biểu diễn tại địa điểm vào ngày 5 tháng 9 trong chuyến lưu diễn Licks Tour của ban nhạc; Jeremiah Freed là ban nhạc mở màn tại WBCN River Rave vào ngày 9 tháng 6, khiến họ trở thành ban nhạc đầu tiên từng biểu diễn ở Sân vận động Gillette. Lễ khai mạc lớn được tổ chức vào ngày 9 tháng 9, khi đội Patriots công bố biểu ngữ chức vô địch Super Bowl XXXVI của họ trước trận Monday Night Football với Pittsburgh Steelers.
Sân vận động Gillette có thể đến bằng đường sắt qua các tuyến Providence/Stoughton và Franklin tại ga Foxboro MBTA, nhưng chỉ trong các trận đấu của Patriots và một số buổi hòa nhạc.
Patriots đã bán hết vé mọi trận đấu trên sân nhà kể từ khi chuyển đến sân vận động — trước mùa giải, mùa giải thường và vòng loại trực tiếp. Kỷ lục này bắt nguồn từ mùa giải 1994 tại Sân vận động Foxboro; đến tháng 9 năm 2016, nó đã đạt 231 trận.